# K.k. Franz-Joseph-Militärakademie

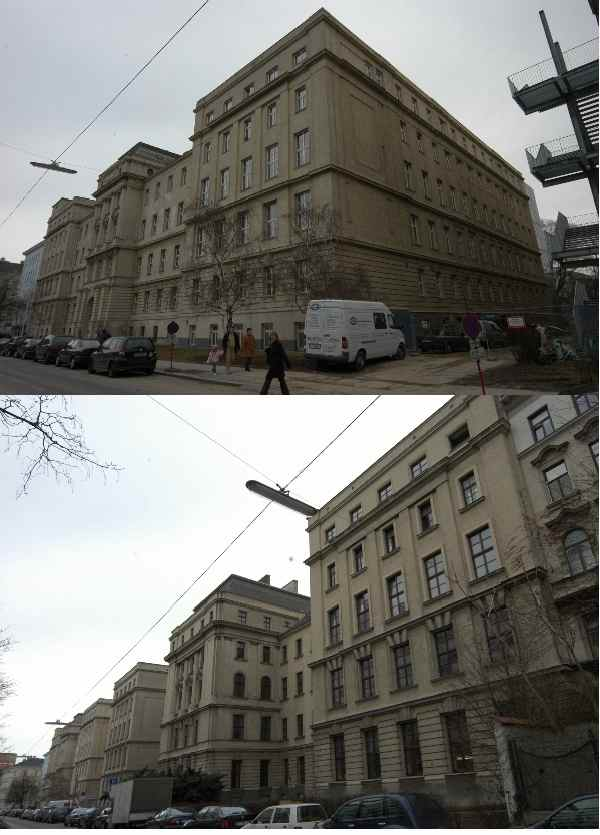
Die Gebäude der ehemaligen k.k. Franz-Joseph-Landwehrakademie in Wien

Die k.k. Franz-Joseph-Militärakademie befand sich im 3. Wiener Gemeindebezirk in den Häusern Boerhaavegasse 13 und 15 und wurde auch als Landwehr-Kadettenschule bezeichnet.
Diese Militärakademie der österreichischen Landwehr war eine von fünf Militärakademien in Österreich-Ungarn. Sie bestand aus zwei durch die ehemalige Weißenbergergasse (unterdessen aufgelassen) getrennte Gebäude, die 1895 und 1898 nach Plänen des Architekten Franz von Krauß erbaut wurden und mit einer eisernen Brücke verbunden waren, und der Landwehr-Reitschule. Nach dem Ersten Weltkrieg wurde das Gebäude Boerhaavegasse 13 an die gegenüberliegende Krankenanstalt Rudolfstiftung angeschlossen und wurde bis zum Zweiten Weltkrieg als Polizeispital verwendet. Heute sind hier zahlreiche Ambulanzen der Krankenanstalt Rudolfstiftung untergebracht, um eine Trennung von stationär und ambulant behandelten Patienten zu erreichen. Im Haus Boerhaavegasse 15 wurde 1919 die Bundeserziehungsanstalt für Mädchen eingerichtet, heute Höhere Internatsschule des Bundes Wien.

## Ehemalige Landwehr-Kadettenschule mit Kapelle
Die zwei vor und rückspringenden Baukörper wurden von 1895 bis 1898 nach den Plänen des Architekten Franz von Krauß errichtet.
Im ersten Stock auf Nr. 13 befindet sich eine Kapelle mit Fresken und Altären und einem Gnadenbild Maria mit Kind aus dem 19. Jahrhundert.